# Prix Langhe Ceretto
Le prix Langhe Ceretto (en italien : Premio Langhe Ceretto, du nom de la région viticole de Langhe et de la famille de vignerons Ceretto) est un prix littéraire italien introduit en 1991. Décerné par un jury d'experts internationaux, il récompense les livres ayant trait à la gastronomie et à la viticulture.